# 新日本婦人の会
新日本婦人の会（しんにほんふじんのかい、英文名称：New Japan Women's Association）は、日本の女性団体。1962年設立。全国に支部を置く国連NGOである。略称新婦人。

## 沿革
1961年7月25日から7月31日にかけて日本共産党の第8回党大会が開かれ、野坂参三は「民族民主統一戦線の一翼をになう婦人戦線の統一をつよめるための組織的問題を提起すべきときが熟しつつある。その方向は、すべての民主的婦人団体や婦人が全国的に統一してゆくための、単一の大衆的な全国的婦人組織の確立である」との報告書を発表した。これを受けて8月23日に開かれた全国婦人党員活動者会議で、中央委員の袴田里見が「婦人同盟」の構想を発表した。
同年9月4日、共産党書記長の宮本顕治は、「婦人民主クラブ」の石井あや子委員長、津上英子書記長、水沢耶奈子編集長、櫛田ふき中央委員の4人と会談し、「保守勢力は予算を使って婦人対策に力を入れ始めている。婦人民主クラブはこれまで婦人運動の中心を担ってきたのだから、ここで婦人の大同団結のためにイニシアティブをとってほしい。大きく結集することであるので、婦人民主クラブは発展解消するということで、新しい組織の名前を考慮してほしい」と述べた。その上で、共産党の押しつけは決してしない、この会談はテープに録音してもらって構わないと付け加えた。宮本の提案は婦人民主クラブ側に大きな動揺をもたらした。
共産党中央委員の伊井弥四郎は党機関誌『前衛』1961年12月号において、袴田の言う婦人同盟は「婦人の民主的要求でたたかう民主的な組織で、政治的見解、思想、宗教、階層にこだわらず幅広く組織する」と説明し、「この新しい組織に党の綱領を押し付けようとは考えてない」と述べたが、婦人民主クラブ内部では「新組織は結局共産党と密着した団体になりうる。今、組織を崩すと我々の立場は元も子もなくなる」という意見が上がり、議論は紛糾した。
1962年1月29日、婦人民主クラブは中央委員会を開き、「新組織にはならない」との結論を下した。
同月、平塚らいてう、いわさきちひろ、野上弥生子、岸輝子、羽仁説子、桑沢洋子、櫛田ふき、深尾須磨子、壺井栄、苅田アサノら32人の女性が「新しい婦人組織のために」と題する声明文を発表。女性団体の結成を呼びかけた。
同年10月19日、新日本婦人の会が結成された。婦人民主クラブの石井あや子と櫛田ふきは結局退会し、新日本婦人の会に加わった。初代代表委員に、平塚らいてう、羽仁説子、丸岡秀子、帯刀貞代、勝目テル、櫛田の6人が選ばれた。事務局長は後に日本共産党から国会議員となる小笠原貞子が務めた。
1960年代に日本の女性運動は政党の系列化が進んだ（後述）。元日本共産党専従職員でジャーナリストの篠原常一郎によると、日本共産党は日本社会党系を含む革新系団体を「民主団体（後の市民団体）」と呼んでいた。その中でも、篠原は日本共産党系の労組や団体として、新日本婦人の会、民主商工会(民商)や生活と健康を守る会、民医連、平和委員会、革新懇話会などがあると述べている。
1998年、当時会長であった井上美代が参議院議員選挙に東京都選挙区から日本共産党公認で立候補し、初当選した。
2003年には国連NGO（非政府組織）に登録され、国際連合（国連）経済社会理事会の特別協議資格を取得した。
2008年現在会員約20万人、会長高田公子。機関紙『新婦人しんぶん』（週刊）、月刊誌『女性＆運動』を発行
消費者運動も行っており、全国消費者団体連絡会（消団連）の会員団体でもある。2005年のBSE騒動では「米産牛肉、給食使用やめて」と知事へ要請している。
2004年、米国の反戦連合団体「A.N.S.W.E.R.」などが呼び掛けた3月20日の「イラク開戦1周年国際統一行動」に呼応して、抗議行動を実施した。
2011年に発生した福島第一原発事故では、「脱原発100万人アクション」に呼応する運動と「原発ゼロをめざす7.2緊急行動」に参加した。
2020年、新型インフルエンザ等対策特別措置法改正案の可決後に、「新型コロナウイルス感染症を新型インフルエンザ等対策特別措置法の対象に加える『改正』案が超スピード審議で３月13日、自民・公明・維新、さらに立憲・国民・社民の共同会派が賛成して可決・成立させたことにつよく抗議します。共産党、れいわなどは反対しました」と反対派を支持する声明を出した。

## 主張

### 反自衛隊
2008年に実施された陸上自衛隊第1混成団音楽隊のコンサートについて、新日本婦人の会八重山結班などが、会場となった石垣市民会館の使用不許可を大濵長照石垣市長に要請した。コンサートを主催した八重山防衛協会の理事で石垣市議会議員の砥板芳行は、考えに相違のある民間団体による公共施設の使用を制限するように求める行為であり、思想・良心の自由を保障した日本国憲法に反しているとして、護憲を訴える団体としてふさわしい行動ではないと批判している。
2018年のエルミこうのす（埼玉県鴻巣市）や2019年の大丸須磨店（兵庫県神戸市）など、予定されていた夏休みイベントへの自衛隊の出展に対して、安保法制の改正等に不安を感じるとして中止を要求した。いずれのイベントも要求に応じて出展を中止した。
また、講談社の子会社である講談社ビーシーが発行する幼児向け図鑑「はじめてのはたらくくるま」について、編集部に「29ページ中6ページも自衛隊の戦闘機や潜水艦、ミサイル護衛艦などを特集していてびっくり」「子どもに与える影響を考えてほしい」などと懇談を行った。講談社ビーシーは2019年7月、今後増刷を行わない旨を発表した。
産経新聞は、新日本婦人の会の行為は、日本国憲法で保証された表現の自由に抵触する虞があると批判し、右翼思想を持つ者が抗議電話を多数行った。新日本婦人の会中央本部は、一連の活動に対して「改憲と排外主義の極右勢力」による嫌がらせや右派ネットメディアによる歪曲報道がおこなわれているとして、法的措置も検討していると述べている。

### 慰安婦問題
韓国の市民団体などと連携して日本国に韓国人慰安婦への謝罪と賠償を求める運動を国際的に展開している。
2018年（平成30年）には「韓国が日韓合意に違反した」と批判する日本政府やメディアについて「およそ加害国と思えない異常な対応と報道」「日韓合意は、文書もない口頭のもので、被害者ぬきにすすめられた。『最終的、不可逆的に解決』されるかは被害者や国際社会が受け入れるかどうかである」「加害の真相を究明し、事実を認めて謝罪すること、また賠償や教科書への記述、公人の暴言禁止と反駁など真摯な謝罪と受け取られる措置をとってこそ、被害女性と国際社会に受け入れられる」と批判した。

### その他
- 近年では、選択的夫婦別姓制度の導入を求める運動も行っている[30]。

- 2017年以降、オスプレイ配備反対・沖縄県の辺野古や高江への新基地建設反対・安倍晋三首相退陣を求めるデモに使うプラカードや、消費税増税に反対するチラシ、安倍首相による憲法改正に疑問を呈する紙芝居などを配布している[31]。

## 日本共産党との関係
機関紙である「新婦人しんぶん」で上記のような日本共産党関係議員の政治活動紹介 や、日本共産党系・野党統一候補への投票の呼びかけや応援を行っている。1966年時点で警察庁も日本共産党関係の組織として羅列した調査結果を報告している。新婦人のメンバー全員が日本共産党員である訳ではないが、組織の活動方針決定権限を持つ指導層は、日本共産党員の女性または日本共産党員の妻らなど親族など日本共産党関係者であると記している。2019年に名古屋市議会の日本共産党市議団長田口かずと市議も「共産党の新婦人の会」と投稿している。1972年市川房枝は「私の婦人運動」にて、日本社会党は日本婦人会議、日本共産党は「新日本婦人の会」と相互支援関係にあると記している
小笠原貞子事務局長（当時）や井上美代会長（当時）が日本共産党から立候補し、参議院議員として当選したことがある。日本共産党の現職衆議院議員笠井亮の妻の笠井貴美代が前会長である。日本共産党員が中央や地方組織の要職を務めるなど日本共産党の女性党員や女性支持者と関係が深い。また、新日本婦人の会の活動は、日本共産党の機関紙であるしんぶん赤旗に掲載される。
2007年の新日本婦人の会第23回大会で志位日本共産党委員長が挨拶を担当し、「日本共産党は、みなさんの要求を強く支持」「みなさんとともにすすむことをお約束して、ごあいさつといたします。」と述べている

## 政党系列の女性団体一覧
1960年代に日本の女性運動は政党の系列化が進んだ。以下は各団体の一覧である。
| 名称             | 設立日         | 政党       | 役員                                | 備考                                 |
| ---------------- | -------------- | ---------- | ----------------------------------- | ------------------------------------ |
| 全日本婦人連盟   | 1960年11月2日  | 自由民主党 | 初代代表幹事：中河幹子              |                                      |
| 日本婦人教室の会 | 1961年4月13日  | 民社党     | 初代会長：赤松常子                  | 1969年に「日本民主婦人の会」に改称。 |
| 日本婦人会議     | 1962年4月14日  | 日本社会党 | 初代議長：田中寿美子ほか計8人       | 2002年に「I女性会議」に改称。        |
| 新日本婦人の会   | 1962年10月19日 | 日本共産党 | 初代代表委員：平塚らいてうほか計6人 |                                      |
| 日本主婦同盟     | 1968年10月7日  | 公明党     | 初代議長：上原京子                  |                                      |
| 働く婦人の会     | 1968年10月16日 | 公明党     | 初代委員長：平光レイ子              |                                      |

## 略史
- 1962年10月19日 - 結成
- 2003年5月 - 国際連合経済社会理事会の特別協議資格を取得
- 2019年11月 - 米山淳子が会長に就任[43]。
- 2023年
  - 7月 - 安倍晋三銃撃事件一周忌に際し、事件現場への献花台設置に大反対する要望書提出。
  - 11月 - 航空自衛隊が民間空港である大分空港使い初めての演習を実施、新日本婦人の会は現地で演習を批判し反対運動をした。

## 機関紙誌
- 新婦人しんぶん
週刊（毎週木曜日発行）
公称30万部発行
会員外の購読料：月額400円　1部の価格は100円
- 月刊女性&運動[44]
年間購読料：4800円